# Zdeněk Hynek Bárta
Zdeněk Hynek Bárta (15. května 1891 ve Františkodole u Světlé nad Sázavou – 1. dubna 1987 v Praze) byl český sportovec (veslař, tenista, golfista, šermíř) a podnikatel.

## Dětství a mládí, sportovec olympionik
Jeho otec Vojtěch Bárta byl majitel sklárny ve Františkodole a zakladatel akciové spol. Bárta a spol., byl synem továrníka Václava Bárty a jeho manželky Josefy rozené Henke, která byla dcerou ředitele brusírny skla Karlov, ve Světlé nad Sázavou. Matka byla malířka (krajinářka) Berta, dcera Jaroslava Schmidta, majitele panství Kvasetice a Květinov u Havlíčkova Brodu. Jaroslavův otec byl pražský advokát a majitel panství Petrkov u Havlíčkova Brodu JUDr. J. Schmidt. Sportu se začal věnoval již na studiích na Německé obchodní akademii v Praze, kam ho otec poslal. Vesloval v Českém veslařském klubu i na první primátorce, hrál tenis, golf, ale zejména šermoval. Vstoupil do klubu ČŠK Riegel a zde se stal uznávaným mladým talentem v šermu fleretem a stejně tak i u šavle. Při tréninku byl Zdeňkův soupeř často i Vilém Goppold von Lobsdorf, který mladého Bártu mnohému v šermu naučil. V roce 1908 získal zlatou medaili s titul přeborníka studentstva. Další šermířské úspěchy slavil ve městech Vídeň, Štýrský Hradec, Drážďany, Paříž, Londýn a na mistrovství světa v roce 1908 ve městě Brusel. V roce 1912 vyvrcholila jeho sportovní kariéra, kdy se účastnil jako člen historicky prvního družstva reprezentující historické země Koruny české olympijských her ve Stockholmu. Tyto letní olympijské hry 1912 povzbudily české sebevědomí u sportovní veřejnosti.
Po dokončení studií byl svým otcem vyslán do Anglie a USA, k obchodním partnerům – odběratelům františkodolského skla, aby zde získal obchodní zkušenosti. Z USA se vrátil v roce 1914. V roce 1917 zemřel Zdeňkův otec továrník Vojtěch Bárta na zápal plic. Rodinná firma se během první světové války dostala do značných problémů. Po smrti svého otce firmu zdědil, ale již v roce 1919 byl nucen vyhlásit bankrot. Závod firmy – brusírnu skla v Květinově odkoupil jeho strýc Ing. Robert Schmidt (bratr jeho matky), který byl vlastník panství Květinov a významný královéhradecký stavitel Většinu firmy převzala však Moravská agrární a průmyslová banka v Německém (dnešním Havlíčkově) Brodě. Ta založila společnost s ručením omezeným „Bohemia, dříve Bárta a spol.

## Dospělost, sklářský odborník

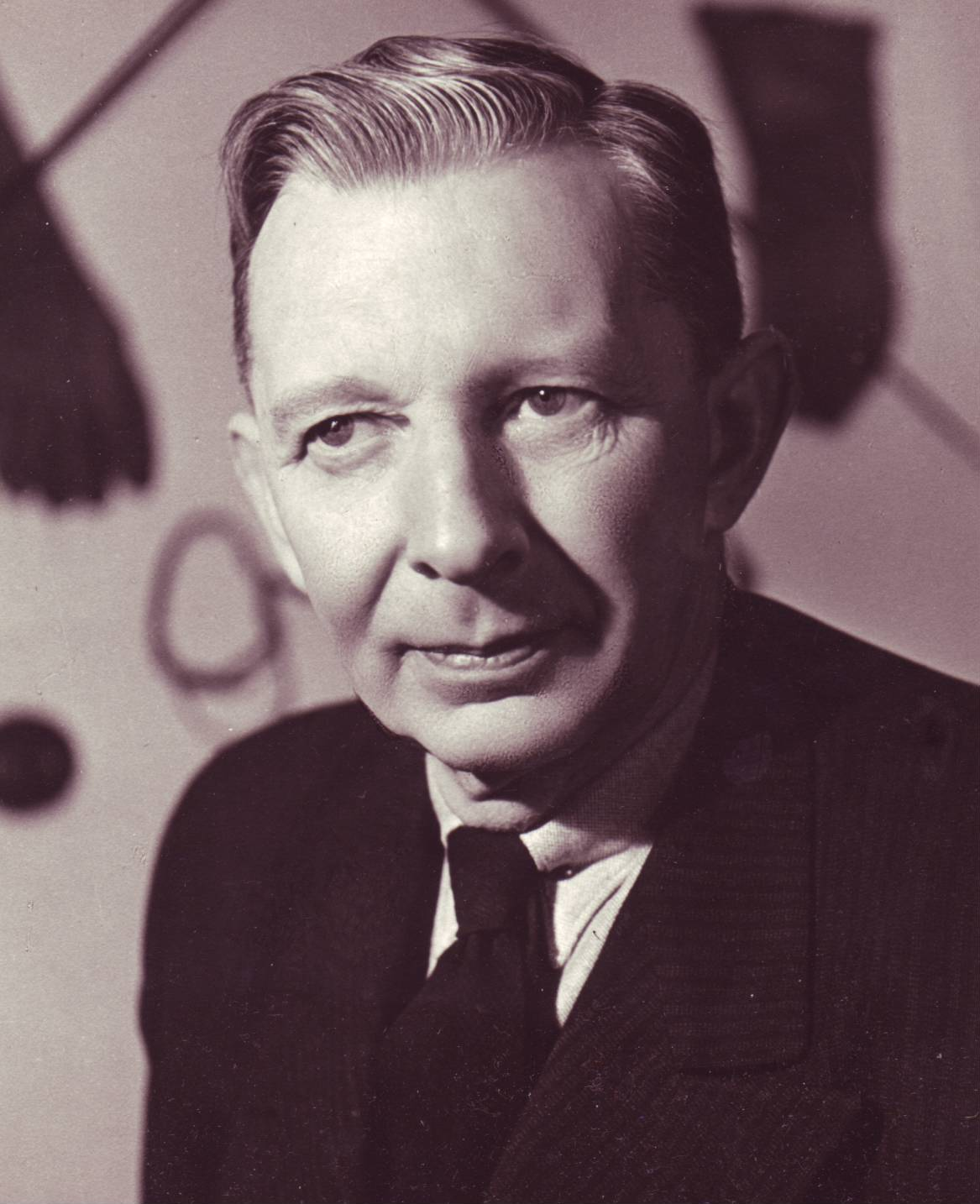
Zdeněk Bárta v roce 1947

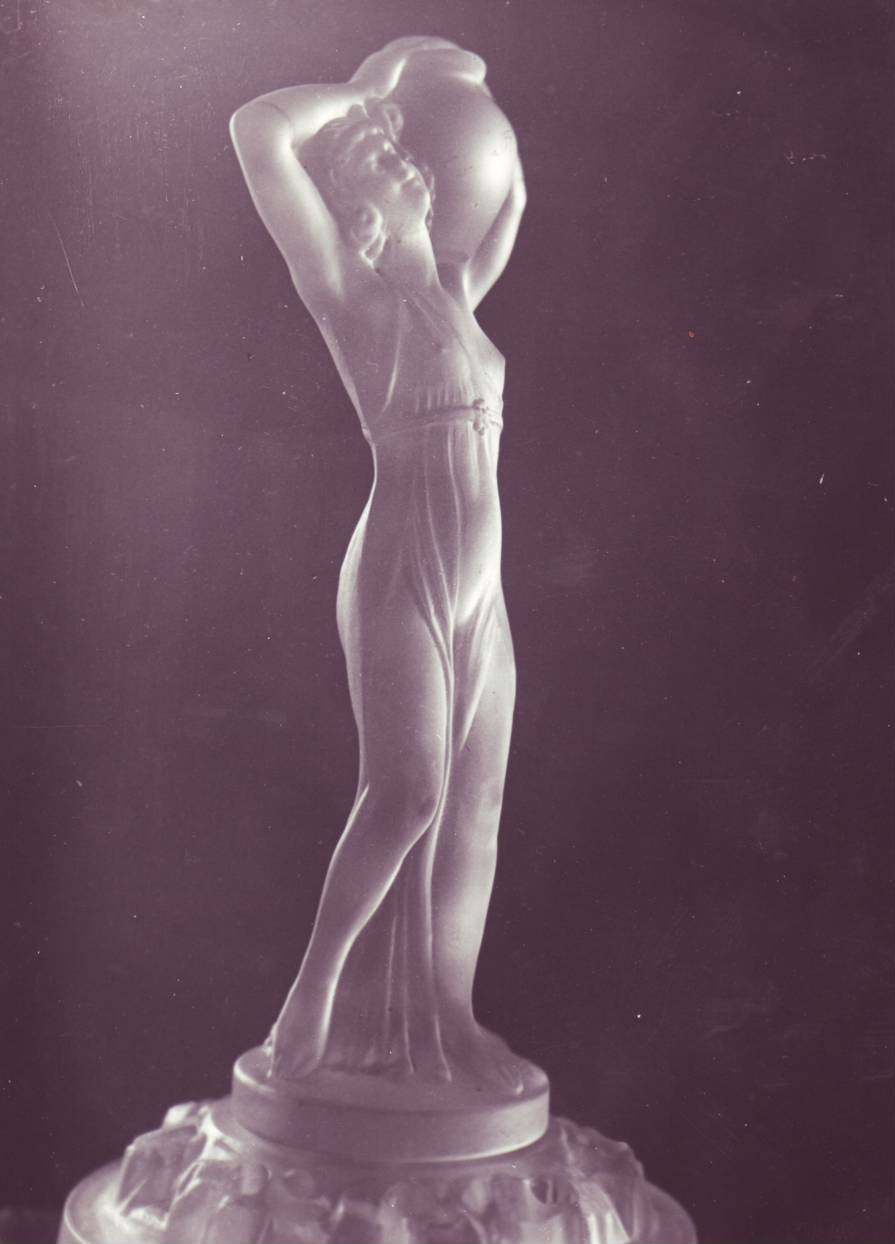
Návrh Zdeňka Bárty Skleněná plastika dívky s amforou

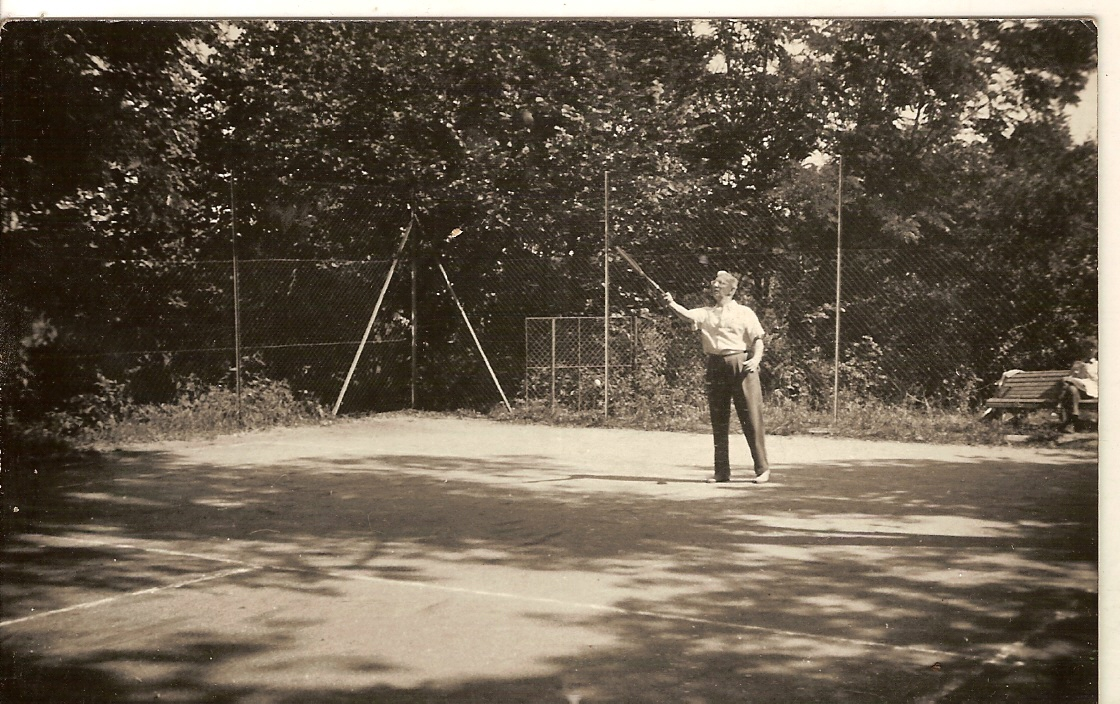
Zdeněk Hynek BÁRTA v roce 1963 hraje tenis ve Františkodole

Ředitelem byl jmenován bývalý majitel Zdeněk Bárta. Zdeněk zde vytvořil několik nových motivů brusů. Oženil se s Helenou, dcerou podnikatele Jana Eduarda Loukotky z nedalekého města Ledče nad Sázavou, která byla sestřenicí prvorepublikového politika a diplomata, plukovníka v československé legii – Jana Šeby (1886–1953), rodáka z města Ledeč nad Sázavou. V roce 1928 odchází Zdeněk Hynek Bárta z Františkodolu do Hradce Králové. Zde zakládá firmu pro vývoz skla. V Hradci Králové se manželům narodila roku 1928 první dcera Johanna. (V roce 1954 se Johanna provdala za syna prvorepublikového vládního rady Ing. Ludvíka Bargera (1886–1974) – který se jmenoval Milan Barger. Ing Ludvík Barger byl prapotomkem velice vlivného jihlavského patricia, pocházejícího ze starého francouzsko-anglicko-německého šlechtického rodu – Johanna Caspara Josepha de Bargera (1686–1771).
V roce 1929 dostal velmi lukrativní nabídku akciové společnosti Libochovické sklárny na funkci obchodně technického prokuristy firmy (náměstka ředitele sklárny mající oprávnění nazývající se prokura). Nabídku přijímá a odchází v roce 1930 do Libochovic. V libochovických sklárnách Zdeněk Hynek Bárta pracoval do října roku 1945. Za dobu svého působení v Libochovických sklárnách se stal odborníkem ve sklářském průmyslu. Jako odborník ve sklářství byl uznáván i v zahraničí. V této době se stal Zdeněk Hynek podruhé otcem, kdy se narodila manželům mladší dcera Helena. V Libochovických sklárnách též vytvořil několik motivů brusů skla a byl autorem několika skleněných plastik. Po odchodu z Libochovických skláren byl ustanoven národním správcem ve sklárně v severočeském městě Košťany. V roce 1946 však odešel do Prahy a zde je v nově založených Československých závodech sklářských pověřen funkcí ředitele vývozního úseku dutého skla. V roce 1948 byl pak pověřen ministrem zahraničního obchodu Antonínem Gregorem k založení samostatné společnosti pro vývoz skla. Tato společnost byla následně založena pod názvem Skloexport podnik zahraničního obchodu. Zastával zde funkci vrchního ředitele pro vývoz dutého skla.

## Senior, organizátor tenisu na Světelsku
Na začátku 50. let byl penzionován. V roce 1958 se vrací do svého rodiště. Nedaleko Františkodolu si v osadě Mariadol pronajímá jednu místnost v budově původního mlýna. Po krátké době přesvědčí místní obyvatele o svém nápadu: vybudovat v zahradě františkodolské továrny tenisový areál pro mládež. Zahrada měla rozlohu cca 1 ha a Vojtěch Bárta, Zdeňkův otec, zde již jeden tenisový kurt vybudoval. Tenisový dvorec byl však na konci 50. let 20. století značně zdevastovaný. Zdeněk Bárta organizoval stavební práce a od počátku 60. let postupně vznikal sportovní areál. Pod patronací místní sklárny byla založena tělovýchovná jednota Jiskra Františkodol a se stal vedoucím mládeže. Na tenisových dvorcích se odehrál nejeden zápas a zahrál si zde i jako mladík Ivan Lendl, pozdější nejlepší tenista světa. Některé tenisové úspěchy zaznamenal i dobový sportovní tisk.
V pozdější době organizoval i výstavbu tenisového areálu ve městě Světlá nad Sázavou. Od začátku 80. let však Zdeněk Hynek Bárta postupně ztrácel zrak a zbytek života dožil u svých dcer a vnuků Zbyňka Ludvíka Bargera a Ondřeje Bůžka v Praze. O jeho úmrtí přinesl sportovní tisk informaci i z důvodu, že byl v té době nejstarším československým olympionikem. Je pochován v rodinné hrobce svého tchána ledečského podnikatele Loukotky na starém hřbitově v Ledči nad Sázavou.

## Poznámky

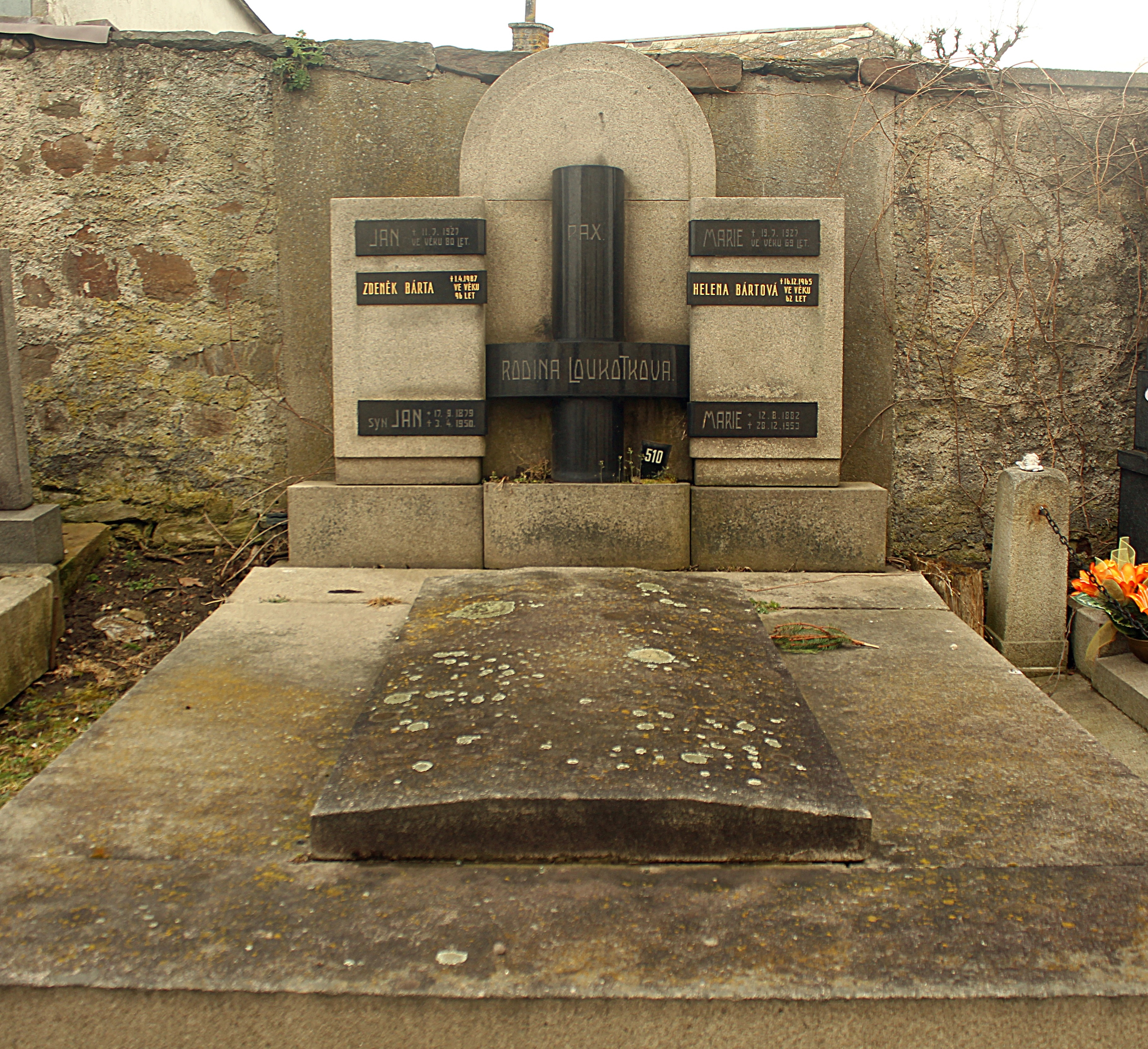
Hrob Zdeňka Bárty v Ledči nad Sázavou